# Дукес, Леопольд
Леопольд Дукес — венгерский историк еврейской литературы ; автор большого числа сочинений по экзегетике и средневековой еврейской поэзии, главным образом по рукописным источникам .

## Биография
Род. в 1810 г. в Пресбурге (ныне Братислава, Венгрия), образование получил в пресбургском (Моисея Софера) и вюрцбургском иешиботах. Из Вюрцбурга, где он занимался и светскими науками, предпринял, с научной целью, путешествие по главным европейским городам, в книгохранилищах которых имелись ценные еврейские рукописи — Мюнхен, Тюбинген, Ганновер, Гамбург, Париж, Лейпциг, Оксфорд и, наконец, Лондон, где Дукес прожил около 20 лет. Научные исследования Дукеса по библейской экзегетике, агаде, грамматике, масоре, истории литературы, этике и поэзии являются как бы необходимым дополнением к трудам Цунца, Рапопорта и Крохмаля.
Умер в Вене в 1891 г.

## Труды
- «Raschi zum Pentateuch», немецкий перевод (еврейскими буквами) с объяснениями, 5 т., 1833—1838;
- «Ehrensäulen und Denksteine zu einem künftigen Pantheon hebräischer Dichter und Dichtungen», Вена, 1837;
- «Moses ibn Ezra», 1839;
- «Zur Kenntniss der neuhebr. religösen Poesie», Франкфурт-на-M., 1842;
- «Rabbinische Blumenlese», Лейпциг, 1844;
- три «Beiträge», изд. Эвальдом и Дукесом;
  - I. «Beiträge zur Geschichte der ältesten Auslegung und Sprachersklärung des Alten Testaments» (1844),
  - II. «Litterarische Mitteilungen über die ältesten Exegeten, Grammatiker und Lexicographen», 1844,
  - III; «Ueber die arabisch geschrieb. Werke jüd. Sprachgelehrten», 1844;
- «Sefer Dikduk, die grammat. Schriften des Jehuda Chajjug», 1844;
- «Konteros ha-Masorah», 1845;
- «Kobez al Jad, Handschriftliche Inedita über Lexicographie», Эсслинген, 1846;
- «Die Sprache der Mischnah», ib., 1846;
- «Schir al Mot» и т. д., элегия на смерть Мейера Иосифа Кенигсберга, 1847;
- «Les Proverbes de Salomon» (историческое введение) в переводе Библии Кагена, 1851;
- «Guinzé Oxford», извлечения из рукописей (в сотрудничестве с Г. Эдельманом), 1850;
- «Nachal Kedumim», об истории среднев. еврейской поэзии, в 2-х частях, 1853;
- «Zur rabbinisch. Spruchkunde», 1858;
- «Schire Schelomoh», евр. поэмы Соломона ибн-Гебироля, Ганновер, 1858;
- «Salomo ben Gabirol aus Malaga und die ethischen Werke desselben», ibidem, 1860;
- «Philosophisches aus d. zehnten Jahrhundert», 1868.

Кроме того, Дукес поместил ряд статей по истории еврейской литературы в еврейских научных периодических изданиях, преимущественно в «Literaturblatt des Orients».